# Allotinus
Allotinus là một chi bướm ngày thuộc họ Lycaenidae.

## Loài tiêu biểu
Phân chi Allotinus
- - Allotinus agnolia  Eliot, 1986
  - Allotinus albifasciatus  Eliot, 1980
  - Allotinus fallax  C. & R. Felder, [1865]
  - Allotinus major  C. & R. Felder, [1865]
  - Allotinus maximus  Staudinger, 1888
  - Allotinus nicholsi  Moulton, [1912]
  - Allotinus otsukai  Takanami & Seki, 1990
  - Allotinus subviolaceus  C. & R. Felder, [1865]

Phân chi Fabitaras Eliot, 1986
- - Allotinus bidiensis  Eliot, 1986
  - Allotinus borneensis  Moulton, 1911
  - Allotinus brooksi  Eliot, 1986
  - Allotinus fabius (Distant & Pryer, 1887)
  - Allotinus kudaratus  Takanami, 1990
  - Allotinus nigritus (Semper, 1889)
  - Allotinus portunus (de Nicéville, 1894)
  - Allotinus punctatus (Semper, 1889)
  - Allotinus sarrastes  Fruhstorfer, 1913
  - Allotinus strigatus  Moulton, 1911
  - Allotinus taras (Doherty, 1889)

Phân chi Paragerydus Distant, 1884
- - Allotinus albatus  C. & R. Felder, [1865]
  - Allotinus albicans Okubo, 2007
  - Allotinus apries  Fruhstorfer, 1913
  - Allotinus corbeti  Eliot, 1956
  - Allotinus davidis  Eliot, 1959
  - Allotinus drumila (Moore, [1866])
  - Allotinus horsfieldi (Moore, [1858])
  - Allotinus leogoron  Fruhstorfer, 1915
  - Allotinus luzonensis  Eliot, 1967
  - Allotinus macassarensis (Holland, 1891)
  - Allotinus melos (Druce, 1896)
  - Allotinus nivalis (Druce, 1873)
  - Allotinus paetus (de Nicéville, 1895)
  - Allotinus parapus  Fruhstorfer, 1913
  - Allotinus samarensis  Eliot, 1986
  - Allotinus substrigosus (Moore, 1884)
  - Allotinus unicolor  C. & R. Felder, [1865]

Phân chi chưa xác định
- - Allotinus thalebanus Murayama & Kimura, 1990

Loài trước đây
- Allotinus distanti  Staudinger, 1889 = Logania marmorata palawana

## Hình ảnh

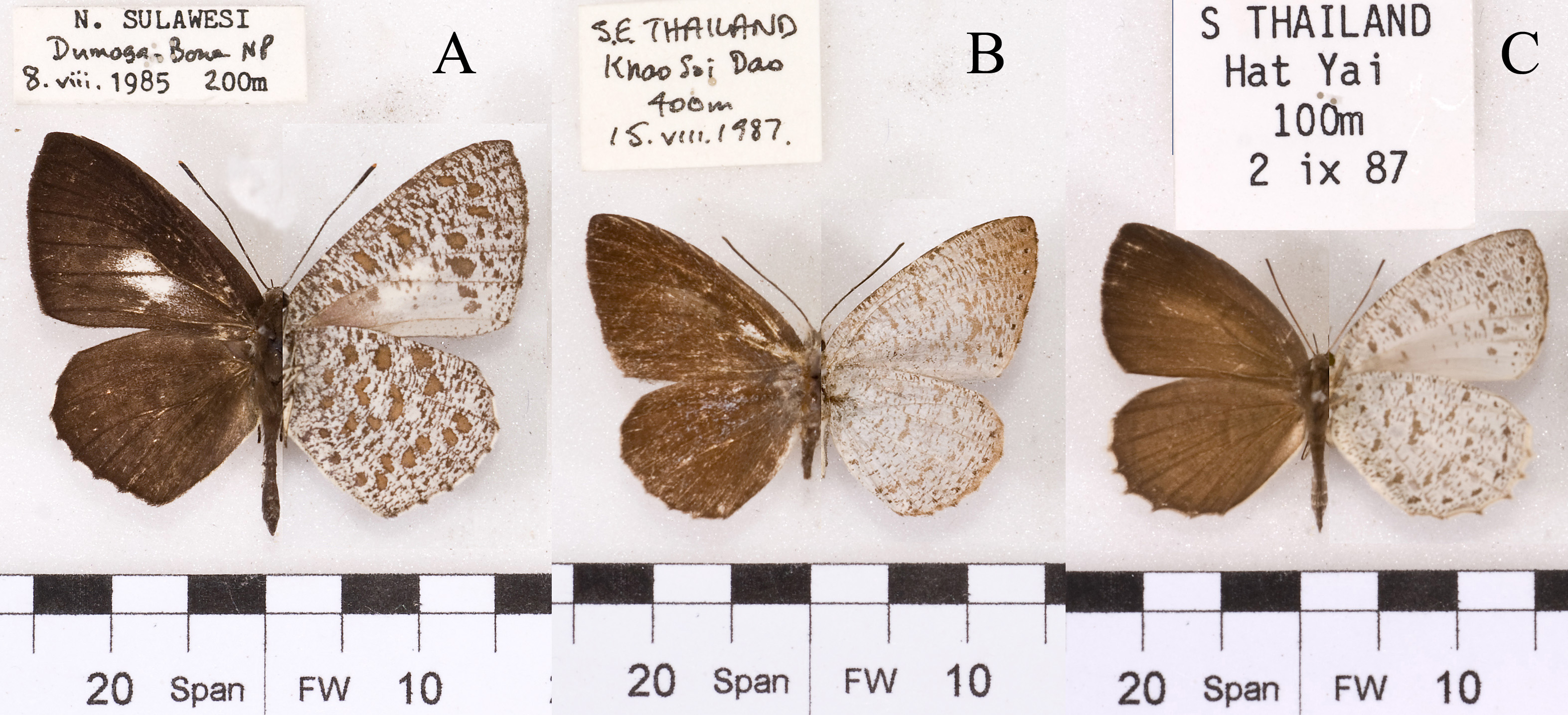
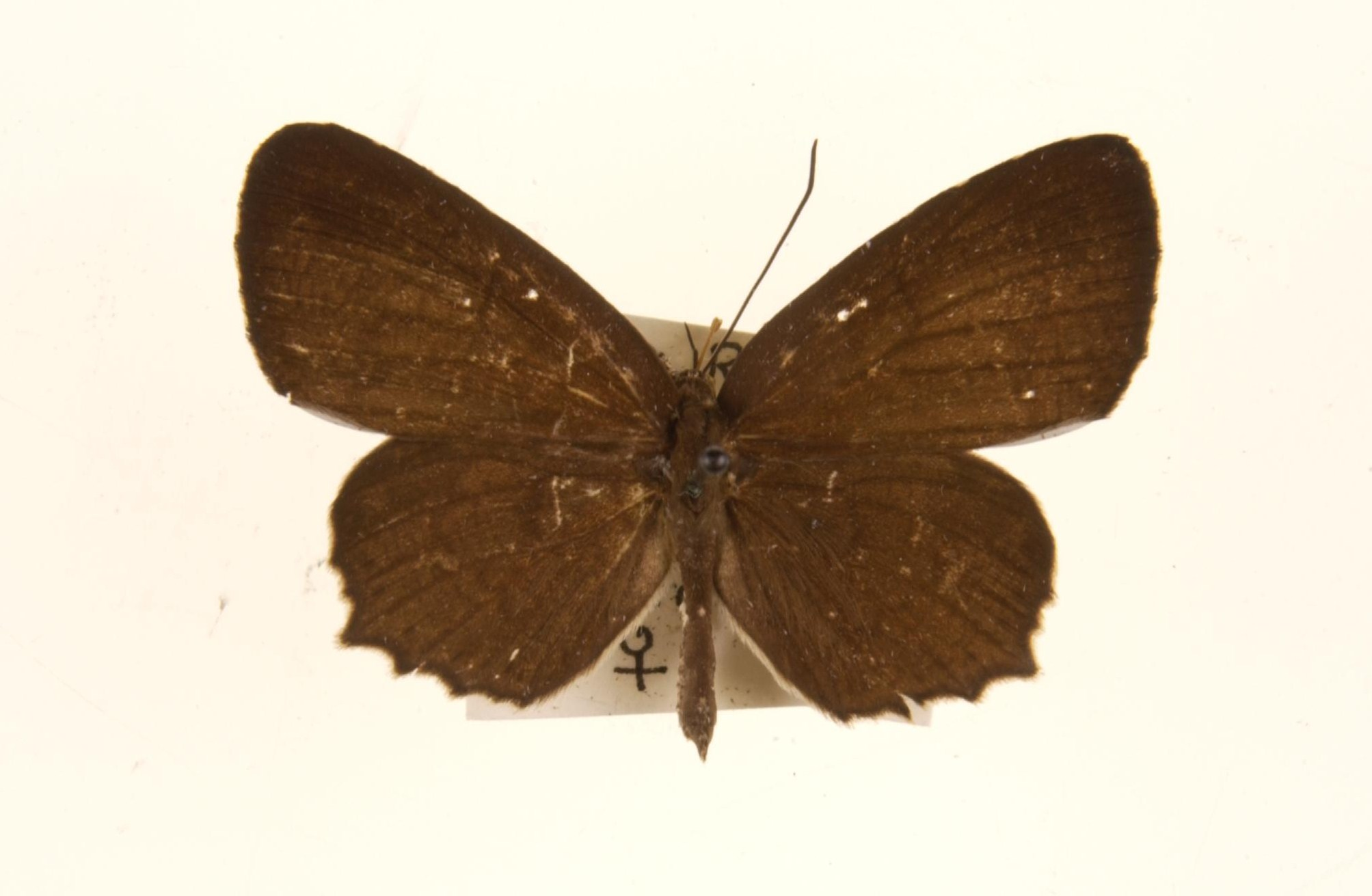
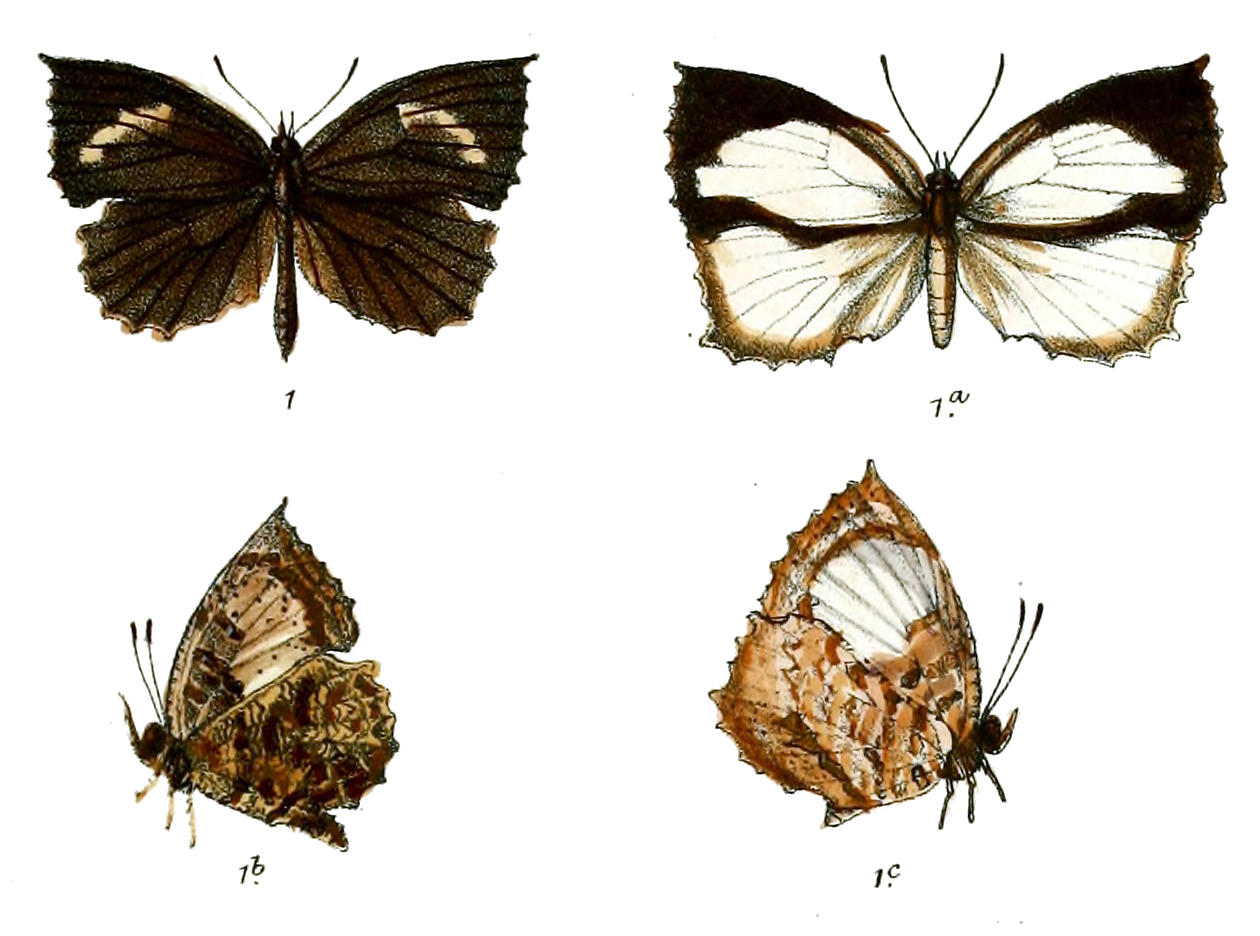
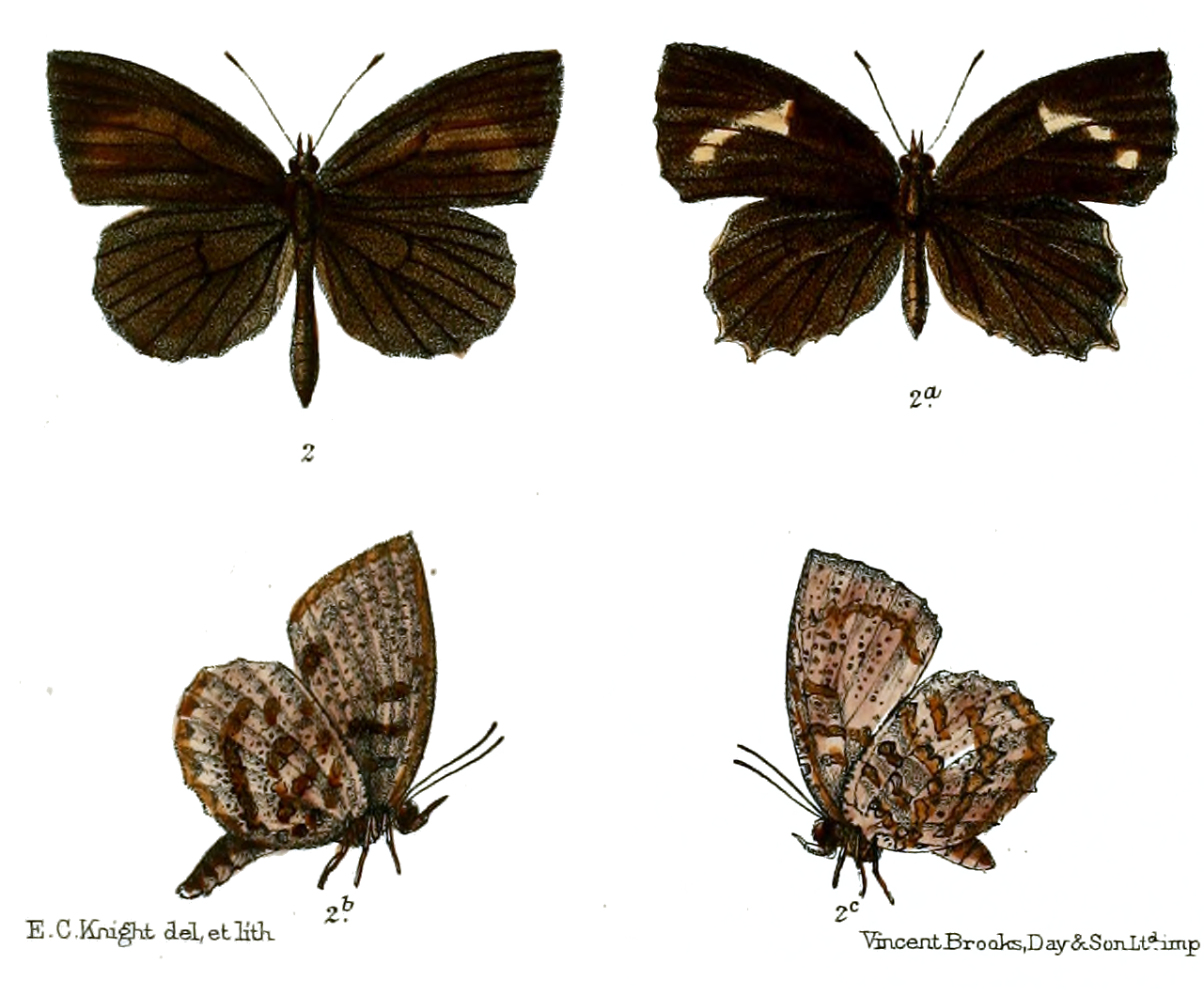
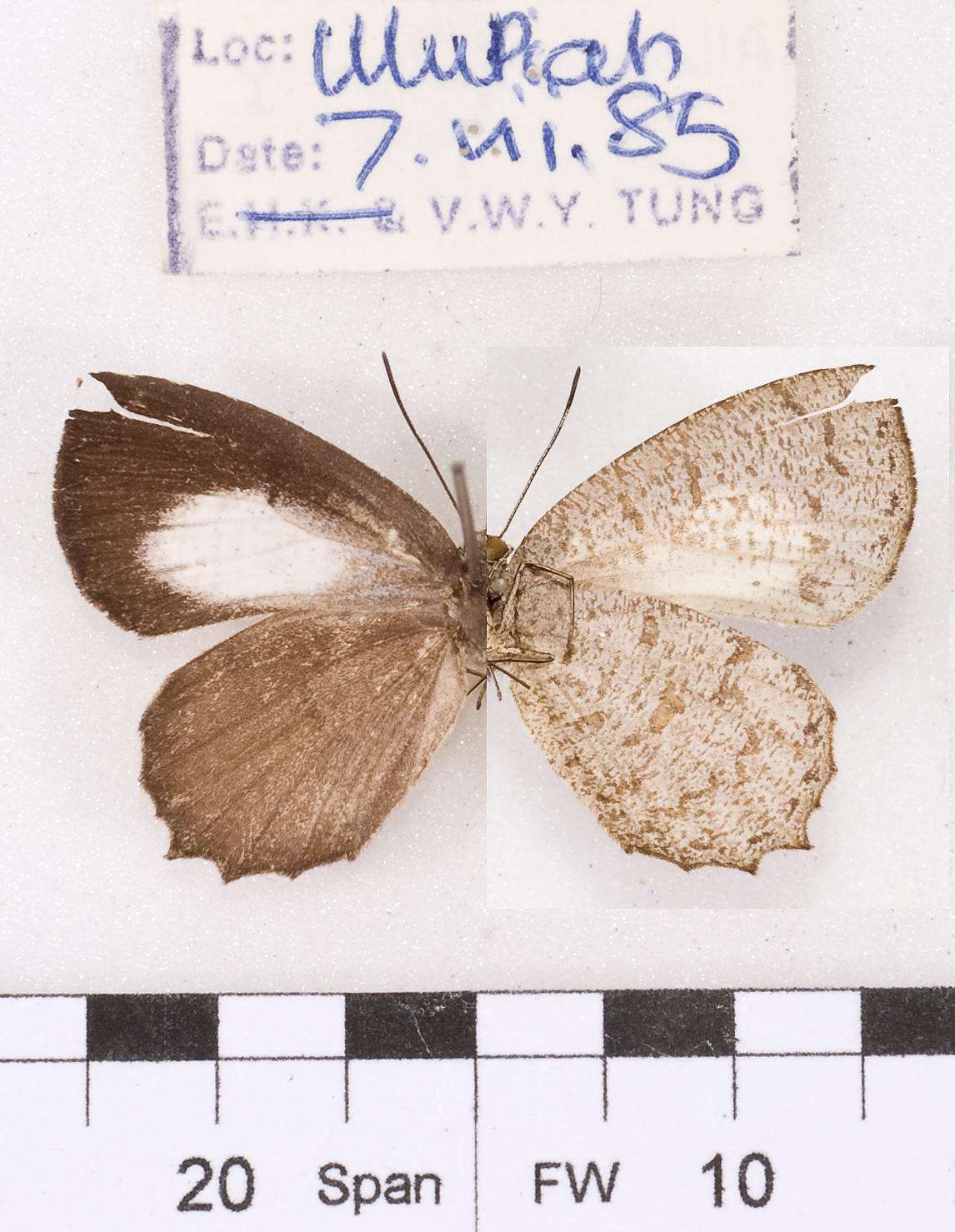